# Khalifa Al Mahrouqi
Khalifa Al Mahrouqi (* 1. August 1996 in al-’Ain, Abu Dhabi) ist ein Eishockeyspieler aus den Vereinigten Arabischen Emiraten. Er spielt seit 2013 bei den al-’Ain Theebs aus der Emirates Ice Hockey League.

## Karriere
Auf Vereinsebene tritt Al Mahrouqi für die al-’Ain Theebs aus der Emirates Ice Hockey League an, die er mit dem Klub 2020 und 2022 gewinnen konnte.

### International
Im Juniorenbereich stand er im Aufgebot seines Landes beim IIHF U18 Challenge Cup of Asia 2012, wo das Team den zweiten Platz belegte, und bei der U20-Weltmeisterschaft der Division III 2013.
Khalifa Al Mahrouqi nahm für die Eishockeynationalmannschaft der Vereinigten Arabischen Emirate an der erfolgreichen Qualifikation für die Weltmeisterschaften der Division III 2019 sowie den Weltmeisterschaften der Division III 2013, 2014, 2017 und 2022 sowie der Division II der Weltmeisterschaft 2023 teil. Darüber hinaus stand er im Aufgebot seines Landes bei den Winter-Asienspielen 2017 sowie in den Jahren 2014, 2016 und 2017 beim IIHF Challenge Cup of Asia. Im Jahr 2017 gewann er mit seiner Mannschaft die Gold-, in den Jahren 2014 und 2016 jeweils die Silbermedaille.

## Erfolge und Auszeichnungen
- 2020 Meister der Vereinigten Arabischen Emirate mit den al-’Ain Theebs
- 2022 Meister der Vereinigten Arabischen Emirate mit den al-’Ain Theebs

### International
| - 2012 Silbermedaille beim IIHF U18 Challenge Cup of Asia - 2014 Silbermedaille beim IIHF Challenge Cup of Asia - 2016 Silbermedaille beim IIHF Challenge Cup of Asia - 2017 Goldmedaille beim IIHF Challenge Cup of Asia | - 2019 Qualifikation für die Division III bei der Qualifikation zur Weltmeisterschaft der Division III - 2022 Aufstieg in die Division II, Gruppe B, bei der Weltmeisterschaft der Division III, Gruppe A - 2023 Aufstieg in die Division II, Gruppe A, bei der Weltmeisterschaft der Division II, Gruppe B |